# العليقة المشتعلة

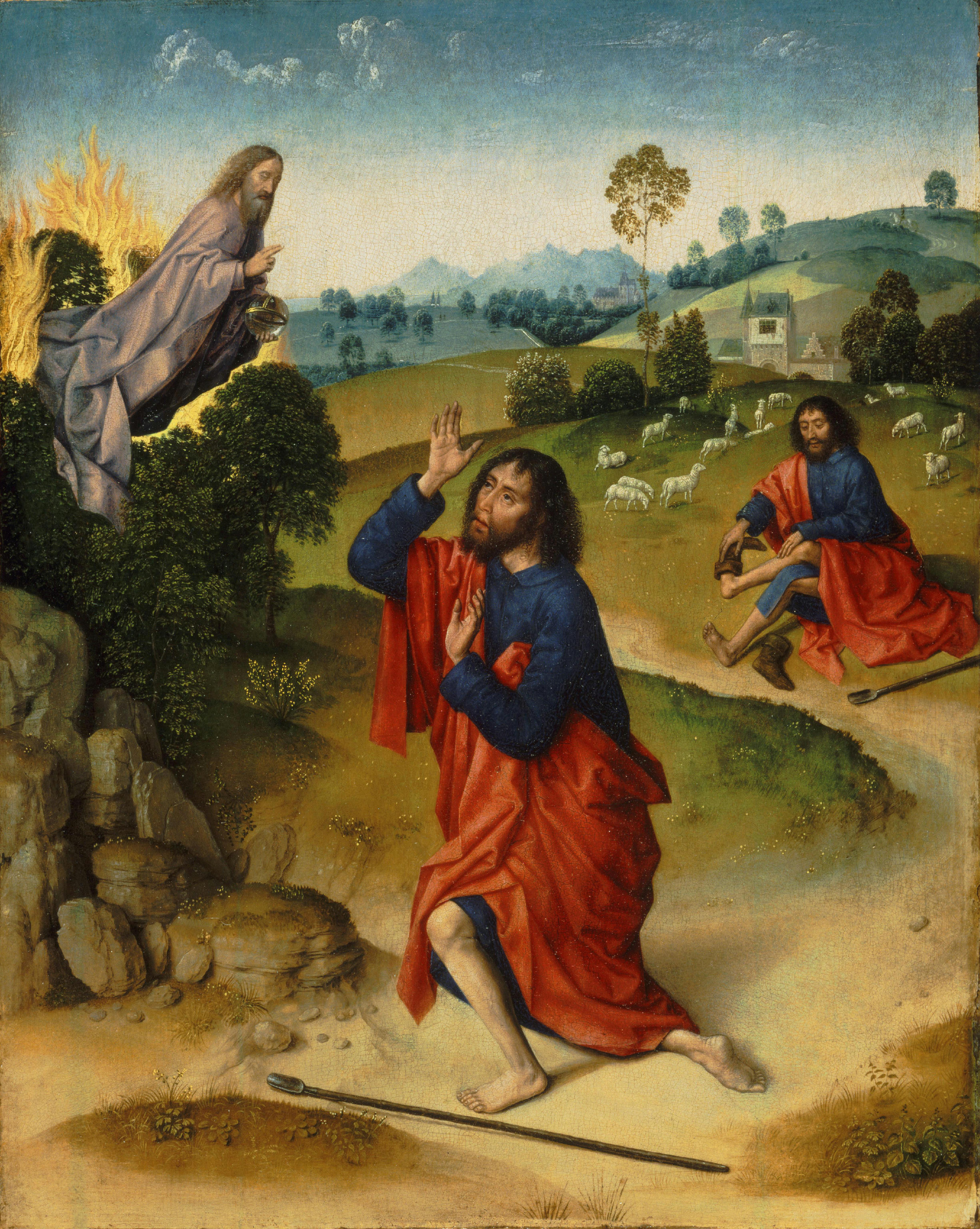

يصف سِفر الخروج عُلَّيقة تشتعل أو تتقد (العُلَّيْقَة المتوقدة) في جبل حُريب، لم تلتهم ألسِنة النيران العُلّيقة ومن هنا جاء اسمها. تذكر الرواية الإنجيلية أن مكان العُلّيقة المشتعلة هو نفس المكان الذي اصطفى الله فيه موسى ليُخرج بني إسرائيل من مصر (أرض العبودية) إلى أرض كنعان (أرض الميعاد).
تُرجِمت كلمة الرواية العبرية (سينيه) إلى الكلمة الإنجليزية (Bush) التي ترمز بالتحديد إلى العُلّيق. ذُكرَت سينيه في الإنجيل في موضعين يصف كلاهما العُلّيقة. ربما كان ذلك بسبب التفسير الخاطئ لكلمة سيناي (غالبًا شبه جزيرة سيناء)، إذ يصف سفر الخروج جبلًا كأنه يشتعل. الاحتمال الثاني أن استخدام كلمة سينيه هو تلاعب مقصود بالكلمات، وهو سمة شائعة في النصوص العبرية.

## الرواية الإنجيلية
جاء الوحي على شكل عليقة مُشتعلة، ثم نادى الله موسى الذي كان يرعى قطعان (يثرو)، فلما بدأ يقترب إذا بصوت الرب يهوه (رب العبرانيين في العهد القديم) يناديه ويأمره أن يخلع نعليه لحرمة المكان، وأخفى موسى وجهه خشية لقاء الرب. يَعد بعض الباحثين في العهد القديم أن أوصاف العُلّيقة تشكل جدلًا بين نصوص يهوه ونصوص ألوهيم (أحد أسماء الرب في العهد القديم). إن قصة الملاك (الوحي) وخلع النعلين المذكورة في نصوص (يهوه) تتوازى مع تجلي الرب وتغطية موسى وجهه خشية الرب في نصوص ألوهيم.
يجيب الرب عن سؤال موسى للرب من هو؟ إنه أنا الإله، رب إبراهيم وإسحاق ويعقوب. إن اسم (يهوه) مُشتق من كلمة (هاياه) العبرية التي تعني (أنا من أنا) أي (إنه أنا الرب).
يصور النص الرب يرسل موسى إلى فرعون وقومه ليخرج بني إسرائيل من مصر نتيجةً لاضطهاد المصريين لهم، وأن يخرج كبار السن من بني إسرائيل إلى (أرض الميعاد)، أرض الحثيين والعموريين والحويين واليبوسيين، وهي أرض كنعان أو أرض اللبن والعسل.
تذكر الرواية أيضًا تعاليم الرب لموسى عند لقائه المصريين وبني إسرائيل وإظهار معجِزاته لأثبات نبوته أمام الملأ، ومنها:
- تحول عصاه إلى ثعبان.[17]
- شفاء يده من الجذام.[18]
- تحول الماء إلى دماء.[19]

علّم الرب موسى كيف يُظهِر معجزاته أنها أُعطيت له، ويرجح بعض باحثي النصوص أن هذه التعاليم موجودة في رواية (ألوهيم)، التي تحتوي تفاصيل ووصف أكثر لمعجزة العصا التي استخدمها موسى، في حين نسبها الباحثون إلى (يهوه).
وُصف موسى بالمتردد في تبليغ رسالته، إذ شكى افتقاره إلى البلاغة وأنه ينبغي إرسال شخص آخر بدلًا منه. في النص يوبخ الرب موسى بغضب لأنه غير قادر على الكلام، لذلك أرسل أخاه هارون معه، إذ كان هارون بليغًا، وكان في طريقه لمقابلة موسى، وهي المرة الأولى التي يذكر فيها هارون (لسان موسى).

## وجهات نظر أخرى
ربط (ألكسندر وجينيا فليشر) الرواية الانجيلية للعُليقة المشتعلة بنبتة (ديكتامونوس) وكتبا: «تفرز النبتة بين حين وآخر، وفي ظل ظروف غامضة، كمية هائلة من المواد المتطايرة التي تشتعل بالقرب من الزهور والشتلات، ما يجعل النبتة مُحاطة باللهب الذي ينطفئ بسرعة دون أن تصاب النبتة بأذى».
ومع ذلك، استنتجا أن نبتة ديكتامونوس غير موجودة في شبه جزيرة سيناء، ويضيفان: «إنه من غير المحتمل أن تكون ديكتامونوس هي العُليقة المُشتعِلة، رغم هذا الأساس العقلاني الجذاب».
ويضيف كولن همفريز: «يشير سفر الخروج إلى النار طويلة الأمد التي ذهب موسى ليتفحصها، وهي ليست نارًا تشتعل وتنطفئ بسرعة».

## الجبل
بدايةً اجتمع النُسّاك في جبل سربال معتقدين أنه جبل سيناء المقدس المذكور في الكتاب المقدس، الذي أنزل فيه الرب الوصايا العشر على موسى. لكن في القرن الرابع، في ظل حكم الامبراطورية البيزنطية هُجِر الدير الذي بني هناك وظهر اعتقاد جديد بأن جبل كاترين هو جبل سيناء المقدس (الطور)، وبُني دير سانت كاترين على السفح، وتحدد الموقع المزعوم للعليقة في الكتاب المقدس.
نُقِلت العُلّيقة التي نمت في فناء الدير (اسمها العلمي روبوس سانكتس)، وأُنشئ في البقعة الأصلية دير مخصص للتبشير بالمسيحية، وغُطيت العُلّيقة أيضًا بنجمة فضية تشير إلى مكان جذورها.
وفقًا لما يعتقده الرهبان في دير سانت كاترين وتقاليد الدير، فإن العليقة الموجودة في الدير هي نفسها التي رآها موسى، وكل من يدخل الدير عليه أن يخلع نعليه كما فعل موسى في الرواية الإنجيلية.
مع ذلك تشير التقاليد الشعبية والكتب الإرشادية في الوقت الحاضر إلى أن الجبل المقصود ليس جبل كاترين، بل جبل موسى (الطور) المجاور له.
يقع كل من جبل سربال وجبل سيناء وجبل كاترين جنوب شبه جزيرة سيناء، لكن هذا الاسم لم يكن موجودًا في زمن يوسيفوس فلافيوس (باحث ومؤرخ روماني يهودي في القرن الأول) أو قبل ذلك.
يُرجح بعض العلماء واللاهوتيين أن موقع الجبل في الحجاز (شمال غرب المملكة العربية السعودية)، أو شمال وادي عربة (قرب البتراء أو المنطقة المحيطة بها)، وأحيانًا في شمال أو وسط شبه جزيرة سيناء.
لذلك يتفق أكثر الأكاديميين وعلماء الدين أنه من غير المحتمل أن تكون العليقة هي نفسها العُليقة المحفوظة في دير سانت كاترين.

## تفسير الكنيسة الأرثوذكسية الشرقية
وفقًا لمعتقد الآباء في الكنيسة ومجالسها المسكونية، فإن اللهب الذي رآه موسى كان في الواقع طاقات غير محررة، أو مجد الله الذي يتجلى في شكل نور، وهذا يفسر أن العُلّيقة لم تلتهمها النيران.
لهذا تُفسر المعجزة بأنها ليست نيران مؤقتة، بل إن النار التي رآها موسى هي (الطاقات/المجد) التي تعَد أشياءً أبدية. إن هذا التعريف الأرثوذكسي للخلاص هو رؤية الطاقات/المجد، وهو موضوع متكرر في أعمال اللاهوتيين الروم الأرثوذكس مثل جون رومانيدز.
وفقًا للكنيسة الأرثوذكسية الشرقية، سُمي هذا الحدث بالعُلّيقة غير المشتعِلة، ويرى اللاهوتيون والمرتلون أن هذا الحدث يمثل ولادة مريم العذراء ليسوع. يشير اللاهوت في الكنيسة الأرثوذكسية إلى أن مريم العذراء لم تتعرض لأي من آلام الحمل أو أنها فقدت عذريتها عندما حملت المسيح ووضعته، وهو ما يُشبه العُلّيقة غير المشتعلة.
ترمز أيقونة باسم العُليقة غير المُشتعِلة إلى مريم العذراء في حملها، ويقام العيد الديني في الرابع من سبتمبر ويسمى في الرومانية (Neopalimaya Kupina) أي العُليقة السوداء أو المشتعلة.
في حين تذكر الرواية أن الله تحدث إلى موسى، تعتقد الكنيسة الشرقية الأرثوذكسية أن موسى سمع صوت الملاك (الوحي) أيضًا، وتفسر الكنيسة ذلك بأنه رمز الله، وتعده وحي المشورة المذكور في الترجمة السبعينية لإشعياء (مستشار الرب في النص الماسوري).